# Claudia Bach
Claudia Bach (* 1979) ist eine deutsche Regisseurin, Produzentin und Drehbuchautorin.

## Leben
Claudia Bach studierte Psychologie an der Philipps-Universität in Marburg, sowie Soziologie an der Universität Köln. 2008 realisierte sie mit Christin Feldmann den Dokumentarfilm Rockabilly Ruhrpott, der am 30. Juni 2011 in den deutschen Kinos anlief. Ihr Einstieg in die Medienbranche erfolgte 1999 durch ihre Mitwirkung bei den Dreharbeiten zu Das weisse Rauschen, dem Regiedebüt des österreichischen Regisseurs Hans Weingartner und des Co-Regisseurs und Drehbuchautors Tobias Amann. 
Sie arbeitete zudem als freie Producerin und Redakteurin für den Westdeutschen Rundfunk Köln sowie für MagentaTV. Seit 2021 ist sie selbstständige Drehbuchautorin und arbeitet als Medienschaffende in Köln.

## Filmografie
- 2001: Das weisse Rauschen, Regie Hans Weingartner
- 2003: Kein Science Fiction, Regie Franz Müller[1]
- 2011: Rockabilly Ruhrpott, Dokumentarfilm
- 2021 Andere Eltern, Staffel 2, Regie Lutz Heineking Jr. / (Producerin, Autorin)
- 2021: OH Hell, Regie Simon Ostermann & Lisa Miller / (Redakteurin)[2]
- 2022: HYPE, Regie Esra und Patrick Phul, Rap-Musical / (Autorin, Producerin)[3]